# Europäische Demokraten
Die Europäischen Demokraten waren eine konservative Parteiengruppe (nicht jedoch europäische politische Partei) in Europa. Auf Ebene der Europäischen Union bildeten sie von 1979 bis 1992 im Europäischen Parlament eine eigene Fraktion, von 1992 bis 2009 waren sie Teil der Fraktion Europäische Volkspartei – Europäische Demokraten (EVP-ED). 2009 gingen die Europäischen Demokraten in der neu gegründeten Fraktion Europäische Konservative und Reformisten auf.
In der Parlamentarischen Versammlung des Europarats gab es ab 1980 eine Fraktion der Europäischen Demokraten, die inzwischen Europäische Konservative und Demokratische Allianz heißt.

## Fraktion der Europäischen Demokraten
Nach ihrem Wahlsieg bei der Europawahl 1979 bildeten die britische Conservative Party und die dänische Konservative Volkspartei zusammen mit anderen Europaparlamentariern die Fraktion der Europäischen Demokraten im Europaparlament, die die zuvor existierende Konservative Fraktion ablöste. Die ED positionierten sich leicht rechts der christdemokratischen Europäischen Volkspartei (EVP) und waren im Gegensatz zu dieser deutlich europaskeptischer eingestellt.
Während der frühen 1980er Jahre bildeten die ED die drittgrößte Fraktion des Europaparlaments. Sie bestand jedoch fast nur aus den britischen Konservativen unter Margaret Thatcher und der dänischen konservativen Volkspartei. Die spanische Alianza Popular schloss sich nach dem Beitritt Spaniens zur EG 1986 der ED an; nach der Neugründung als Partido Popular wechselte sie 1989 jedoch zur EVP.
Um eine vollständige Isolierung und infolge deutlich gesunkener Wahlergebnisse in Großbritannien eine Marginalisierung zu vermeiden, suchten die britischen Konservativen se eine Übereinkunft mit der EVP, die schließlich im Mai 1992 zum Beitritt zur EVP-Fraktion führte.
Mitglieder der Fraktion der Europäischen Demokraten
| Land                   | Partei                      | Mitglieder | Mitglieder | Mitglieder |
| Land                   | Partei                      | 1979–84    | 1984–89    | 1989–92    |
| ---------------------- | --------------------------- | ---------- | ---------- | ---------- |
| Dänemark               | Det Konservative Folkeparti | 02         | 04         | 02         |
| Dänemark               | Centrum-Demokraterne        | 01 *       | –          | –          |
| Spanien                | Alianza Popular             | –          | (17) #     | –          |
| Vereinigtes Königreich | Conservative Party          | 60         | 45         | 32         |
| Vereinigtes Königreich | Ulster Unionist Party       | 01         | 01 +       | –          |
| Summe                  | Summe                       | 64         | 50         | 34         |

## Europäische Volkspartei und Europäische Demokraten
Die britischen Konservativen schlossen sich zwar der EVP-Fraktion an, nicht aber der Europäischen Volkspartei selbst (im Gegensatz zur dänischen Konservativen Volkspartei, die 1993 EVP-Mitglied wurde). 1999 tauchte der Name Europäische Demokraten wieder auf, die Fraktion änderte ihren Namen in Fraktion der Europäischen Volkspartei (Christdemokraten) und europäischer Demokraten. Die Europäische Demokraten bildeten darin eine eigenständige Gruppe. Die Hoffnung, dass sich Parteien aus den neuen EU-Mitgliedern, die dem EU-Föderalismus skeptisch gegenüberstehen, der ED-Gruppe anschließen würden, ging nicht in Erfüllung. Die ED hatte kaum eigenen Einfluss und konnte (anders als etwa die EVP) auch keine eigenständige europäische politische Partei gründen.
Mitglieder der Gruppe der Europäischen Demokraten im Europäischen Parlament waren:
- Vereinigtes Königreich: Conservative Party (1992–2009)
- Vereinigtes Königreich: Ulster Unionist Party (1992–1997, 1999–2009)
- Tschechien: ODS (2004–2009)
- Italien: Partito Pensionati (1999–2009)
- Portugal: CDS-PP (2004–2006)

## Movement for European Reform und EKR-Fraktion
Im Juli 2006 gründeten Conservative Party und ODS die Bewegung für Europäische Reform (Movement for European Reform, MER), mit der insbesondere die britischen Konservativen nach der Europawahl 2009 eine von der EVP unabhängige europäische politische Partei bilden und mit dieser auch wieder eine eigene Fraktion im Europaparlament stellen wollten. Die MER verstand sich als konservative, europaskeptische Vereinigung. Ziel war eine reformierte EU, in der die nationalen Interessen mehr Beachtung finden sollen.
Dementsprechend wurde am 22. Juni 2009 eine Fraktion unter dem Namen Europäische Konservative und Reformer (European Conservatives and Reformists, ECR) gegründet. Mit daran beteiligt waren die polnische PiS sowie weitere Parteien, die im Europäischen Parlament zuvor der nationalkonservativen Fraktion UEN oder der europaskeptischen Ind/Dem angehört hatten. Im Oktober 2009 wurde zusätzlich die Europapartei Allianz der Europäischen Konservativen und Reformisten gegründet, die nach mehreren Namensänderungen seit Juli 2019 Partei Europäische Konservative und Reformer heißt.
Von den übrigen Mitgliedern der Europäischen Demokraten konnte die italienische Partito Pensionati bei der Europawahl in Italien 2009 keinen Sitz mehr gewinnen. Die portugiesische CDS-PP schloss sich der Europäischen Volkspartei an. Seit dem Austritt des Vereinigten Königreichs am 31. Januar 2021 ist von den ehemaligen Mitgliedern der Europäische Demokraten nur noch die tschechische ODS Mitglied der EKR.